# АЕС Купер
Атомна станція Купер (англ. Cooper Nuclear Station, CNS) — атомна електростанція з киплячим водяним реактором (BWR), розташована на території 1 251-акр (506 га) ділянка поблизу Браунвіля, штат Небраска, між мітками 532,9 і 532,5 миль річки Міссурі, на кордоні Небраски з Міссурі. Це найбільший одноблоковий електричний генератор у Небрасці.

## Опис
CNS належить і управляється Округом громадської влади Небраски (NPPD), політичним підрозділом штату Небраска.
Завод названо на честь уродженців Гумбольдта Гая Купера-молодшого та Гая Купера-старшого. Батько старшого Купера, О. А. Купер, побудував першу електростанцію в Гумбольдті в 1890 році; двоє Гаїв Куперів загалом пропрацювали 27 років у правлінні NPPD та його попередника в агенції Consumers Public Power District.
CNS був вперше введений в експлуатацію в липні 1974 року і генерує близько 800 мегават (МВт) електроенергії. Завод складається з реакторної установки General Electric серії BWR/4 і турбогенератора Westinghouse. Станція має систему стримування Mark I.
У 1998 році CNS була першою станією у Сполучених Штатах, де було завантажено ядерне паливо, що містить уран, яке було надано в рамках програми «Мегатонни в мегавати», у якій уран, видалений з ядерної зброї колишнього Радянського Союзу, перетворювався на низькозбагачений уран, а потім в паливо.
У вересні 2008 року NPPD звернулася до Комісії ядерного регулювання США (NRC) з проханням продовжити ліцензію на експлуатацію CNS, продовживши її ще на двадцять років. У листопаді 2010 року CNS отримала продовжену ліцензію, яка стала 60-ю ліцензією на продовження, виданою NRC.
Наприкінці 2003 року NPPD підписала контракт з Entergy Nuclear на надання послуг з підтримки управління. У січні 2010 року NPPD було схвалено угоду про продовження послуг Entergy з підтримки управління до січня 2029 року. Початковий контракт між компаніями, підписаний у 2003 році, стосувався решти років початкової ліцензії на експлуатацію заводу, яка діяла до січня 18, 2014. У березні 2022 року NPPD оголосила про розірвання контракту з Entergy.

## Навколишнє населення
Комісія з ядерного регулювання визначає дві зони планування на випадок надзвичайних ситуацій навколо атомних електростанцій: зону впливу шлейфу радіусом 16 км., пов’язаних насамперед з впливом та вдиханням радіоактивного забруднення, що передається повітрям, і зоною шляхів ковтання близько 80 км., пов’язаних насамперед із прийомом їжі та рідини, забрудненої радіоактивністю. У 2010 році населення в межах 10 миль від Купера становило 4414 осіб; населення в межах 50 миль становило 163 610 осіб. Міста в радіусі 80 км., включають місто Небраска з населенням 7289 осіб, розташоване в 40 км., від станції.

## Сейсмічний ризик
Відповідно до дослідження NRC, опублікованого в серпні 2010 року, оцінка Комісії з ядерного регулювання щорічного ризику землетрусу, достатнього для того, щоб спричинити пошкодження активної зони реактора в CNS, становила 1:142 857.
О 04:02 CDT 19 червня 2011 року було оголошено повідомлення про надзвичайну подію (найнижчу з класифікацій NRC надзвичайної ситуації) у зв’язку з підвищенням рівня річки Міссурі до 899,1 футів над середнім рівнем моря. Це вище рівня надзвичайних дій HU1.5 на висоті 899 футів. Пізніше річка Міссурі досягла 900,6 футів 23.06.2011, тоді як рівень небезпеки для заводу є висотою 902 фути. Станція вийшла з аварійного стану о 9:47 ранку 12 липня після того, як річка впала до 895,8 футів — на 3 фути нижче рівня надзвичайного стану. Атомна електростанція Форт-Калхун, розташована неподалік, також зазнала повені в цей період.
15 березня 2019 року в Купері було оголошено ще одну надзвичайну ситуацію низького рівня у зв’язку з незвичайною подією через повінь, прогнозований пік якої перевищує рівень повені 2011 року.